# Itaú Unibanco
Itaú Unibanco er en brasiliansk bank stiftet i november 2008.